# Anisodes rufifrons
Anisodes rufifrons là một loài bướm đêm trong họ Geometridae.